# Jarl Waldemar Lindeberg
Jarl Waldemar Lindeberg   (Hèlsinki, 4 d'agost de 1876 - Hèlsinki, 24 de desembre de 1932) va ser un matemàtic i estadístic finlandès.
Lindeberg era fill d'una família benestant, el seu pare era professor de física de la Universitat Tècnica de Helsinki. Es va graduar en matemàtiques a la universitat de Hèlsinki el 1897 i, després d'una estança a París, va defensar la tesi doctoral el 1900 sota la direcció d'Ernst Leonard Lindelöf. A partir de 1902 va ser professor de la universitat de Hèlsinki, però també era propietari d'una explotació agrícola a l'est del país. Quan se li retreia que no era gaire actiu en la seva producció científica, contestava dient: Bé, és que jo realment soc un granger. I quan se li feia notar que el seu mas no estava gaire ben cultivat, deia És clar! De fet, la meva feina és la de professor. Un dels seus alumnes destacats va ser Gustav Elfving. Va morir a Helsinki el 1932.
Els seus primers treballs van ser en càlcul de variacions i problemes connexos. Als quaranta anys es va començar a interessar per la teoria de la probabilitat i l'estadística i el 1920 va publicar el seu primer treball en aquests camps. En aquesta publicació establia el que avui es coneix com teorema de Lindeberg-Lévy, que és la demostració més comuna del teorema central del límit.